# Флаг Верхнего Уфалея
Флаг муниципального образования Верхнеуфале́йский городской округ Челябинской области Российской Федерации — опознавательно-правовой знак, служащий официальным символом муниципального образования.
Флаг утверждён 19 апреля 2002 года как флаг муниципального образования «Город Верхний Уфалей» и внесён в Государственный геральдический регистр Российской Федерации с присвоением регистрационного номера 946.

## Описание
«Флаг муниципального образования „город Верхний Уфалей“ представляет собой прямоугольное полотнище зелёного цвета с соотношением сторон 2:3 с красной полосой вдоль верхнего края в 1/4 полотнища, несущее в центре изображения фигур из герба города Верхнего Уфалея, составляющие 9/10 ширины полотнища».
Геральдическое описание герба гласит: «В зелёном поле в окружении золотого разомкнутого венка, справа образованного кристаллами, слева — кедровой ветвью, прямо наклонённая серебряная чаша (литейный ковш), из которой льётся золотая струя, расплёскивающаяся о внутренний край венка; все сопровождено во главе серебряным глухарём, сидящим на золотом обломке ветви».

## Обоснование символики
Основной фигурой флага является белый ковш — символ высокого деяния. Белая струя символизирует поток жизни, множество, изобилие.
Прямонаклонённый белый литейный ковш, из которого льётся жёлтая струя, аллегорически показывает основные отрасли тяжёлой промышленности города — металлургию и тяжёлое машиностроение, с которыми связано становление и развитие города Верхнего Уфалея, основанного в 1761 году в связи со строительством И. Мосоловым чугуноплавильного и железоделательного завода (ныне Уфалейский завод металлоизделий). 2 августа 1933 года на никелевом заводе — была получена первая плавка никеля. Сегодня «первенец никелевой промышленности страны» «Уфалейникель» — одно из ведущих в России предприятий по производству никеля.
Венок, символизирующий в геральдике вознаграждение и успех, аллегорически передаёт заслуги и профессиональные качества жителей Верхнего Уфалея.
Кедровая ветвь, означающая силу, достоинство, красоту, и кристаллы и серебряный глухарь на золотом обломке ветви, символизируют лесные и подземные богатства, а также благородство и величие Уфалейского края.
Зелёное поле полотнища флага символизирует окружающую город богатую природу.
Зелёный цвет означает избыток, процветание, стабильность.
Жёлтый цвет (золото) символизирует богатство, стабильность, уважение и великодушие.
Белый цвет (серебро) — символ совершенства, благородства, чистоты, веры, мира.
Красная полоса вдоль верхнего края полотнища флага показывают территориальную принадлежность муниципального образования «город Верхний Уфалей» к Челябинской области.